# Parafia św. Anny w Międzylesiu
Parafia św. Anny – parafia prawosławna w Międzylesiu, w dekanacie Terespol diecezji lubelsko-chełmskiej, siedziba dziekana.

## Historia
Pierwszą prawosławną cerkiew w Międzylesiu (drewnianą, pod wezwaniem św. Anny) wzniesiono w latach 1907–1909 jako świątynię filialną parafii św. Mikołaja w Zabłociu. Po odzyskaniu przez Polskę niepodległości i powrocie ludności prawosławnej z bieżeństwa, wskutek trudności stwarzanych przez władze wojewódzkie cerkiew międzyleską można było użytkować w ograniczonym zakresie (tylko 3 razy w roku). Stan taki trwał do 1928, kiedy to umożliwiono wiernym stałe korzystanie ze świątyni. W 1929 dekretem metropolity Dionizego (Waledyńskiego) została erygowana samodzielna parafia prawosławna w Międzylesiu. Jednak już 9 lat później, w ramach akcji polonizacyjno-rewindykacyjnej cerkiew św. Anny zburzono (14 lipca 1938). Udało się uratować część wyposażenia, m.in. ikonostas, który obecnie znajduje się w cerkwi św. Jerzego w Łobzie. Od tego czasu wierni spotykali się na nabożeństwach w miejscu rozebranej świątyni, a w czasie II wojny światowej – w budynku szkolnym. W 1947, po rozpoczęciu akcji „Wisła” parafię zlikwidowano, a nielicznych pozostałych wiernych dołączono do parafii w Zabłociu. W związku ze stopniowym powrotem części wysiedlonych na ojcowiznę, parafię w Międzylesiu reaktywowano dekretem metropolity Bazylego (Doroszkiewicza) z dnia 14 lutego 1983. W 1980 rozpoczęto budowę nowej, tym razem murowanej cerkwi (również pod wezwaniem św. Anny), którą ukończono w 1985.

## Zasięg parafii
Obecnie do parafii należą wierni z miejscowości: Międzyleś, Bokinka Królewska, Bokinka Pańska (gdzie na cmentarzu prawosławnym znajduje się cerkiew filialna pod wezwaniem św. Mikołaja), Kolonia Międzyleś, Matiaszówka, Ogrodniki, Sajówka i Żeszczynka.
Parafianie mają do dyspozycji 2 cerkwie i 2 kaplice:
- cerkiew św. Anny w Międzylesiu – parafialna
- cerkiew św. Mikołaja w Bokince Pańskiej – filialna
- kaplica Zmartwychwstania Pańskiego w Międzylesiu – cmentarna
- kaplica Opieki Matki Bożej w Matiaszówce

W życiu parafialnym regularnie uczestniczy ok. 200 wiernych, lecz parafia jest dużo większa.

## Wykaz proboszczów
- 1929–1932 – ks. Sergiusz Kostrzycki
- w okresie II wojny światowej – ihumen Eulogiusz (Horbowiec)
- 1946–1947 – ks. Anatol Bondar
- 1947–1983 – parafia nie istnieje
- 1983–1985 – ks. Sławomir Bołtryk
- od 1985 – ks. Jan Dmitruk

## Galeria

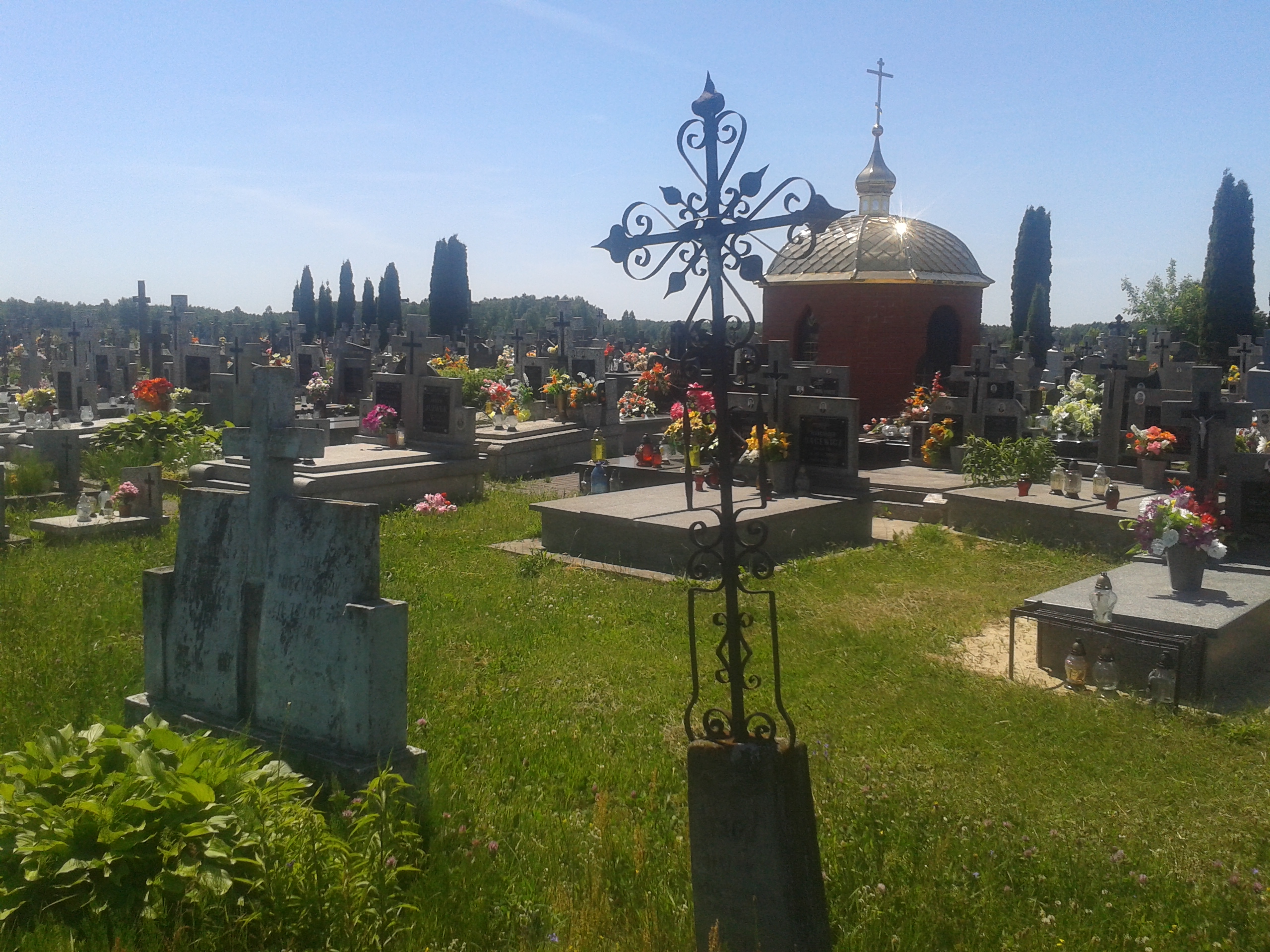
Cmentarz prawosławny w Międzylesiu
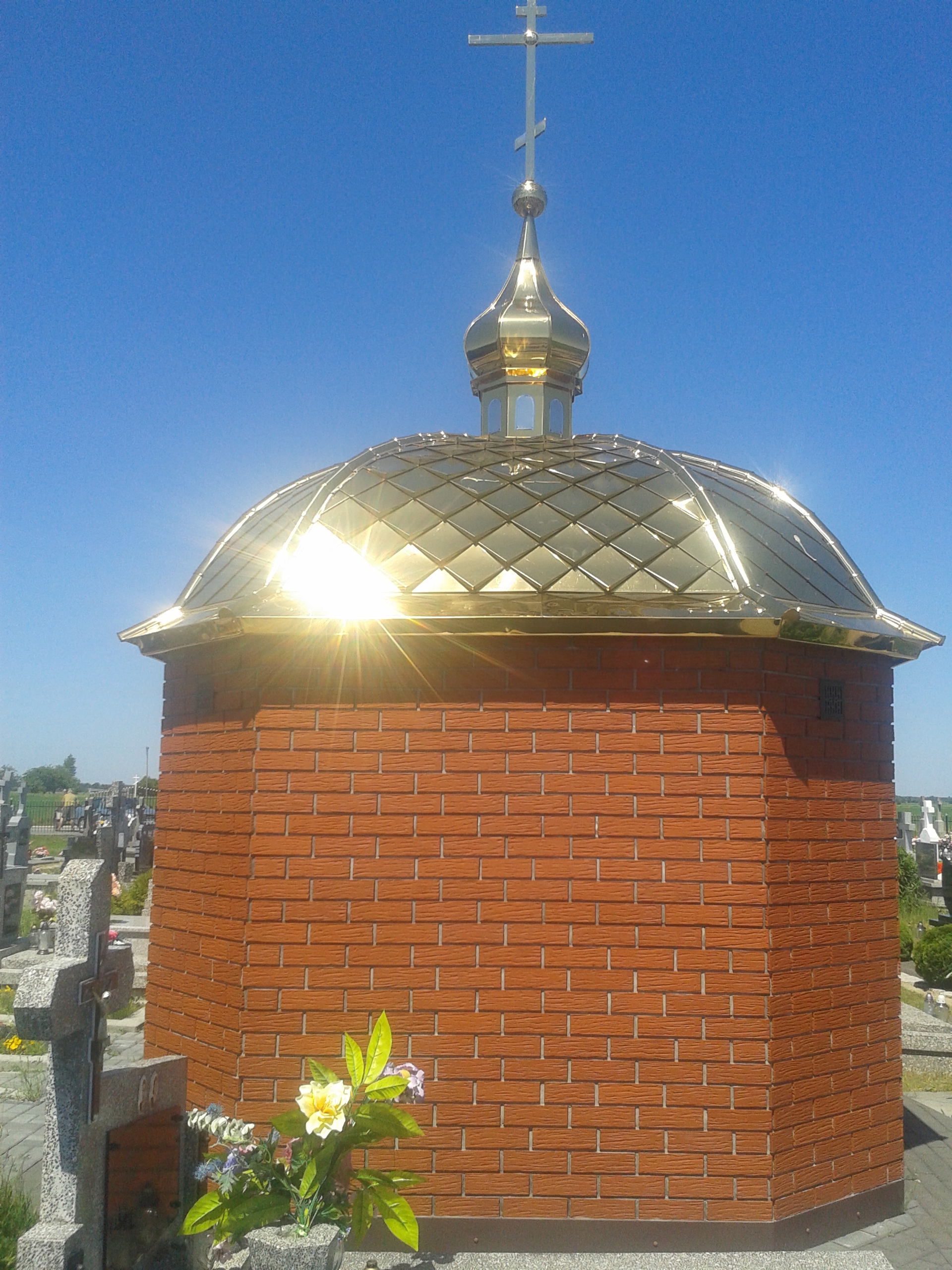
Kaplica Zmartwychwstania Pańskiego na cmentarzu w Międzylesiu
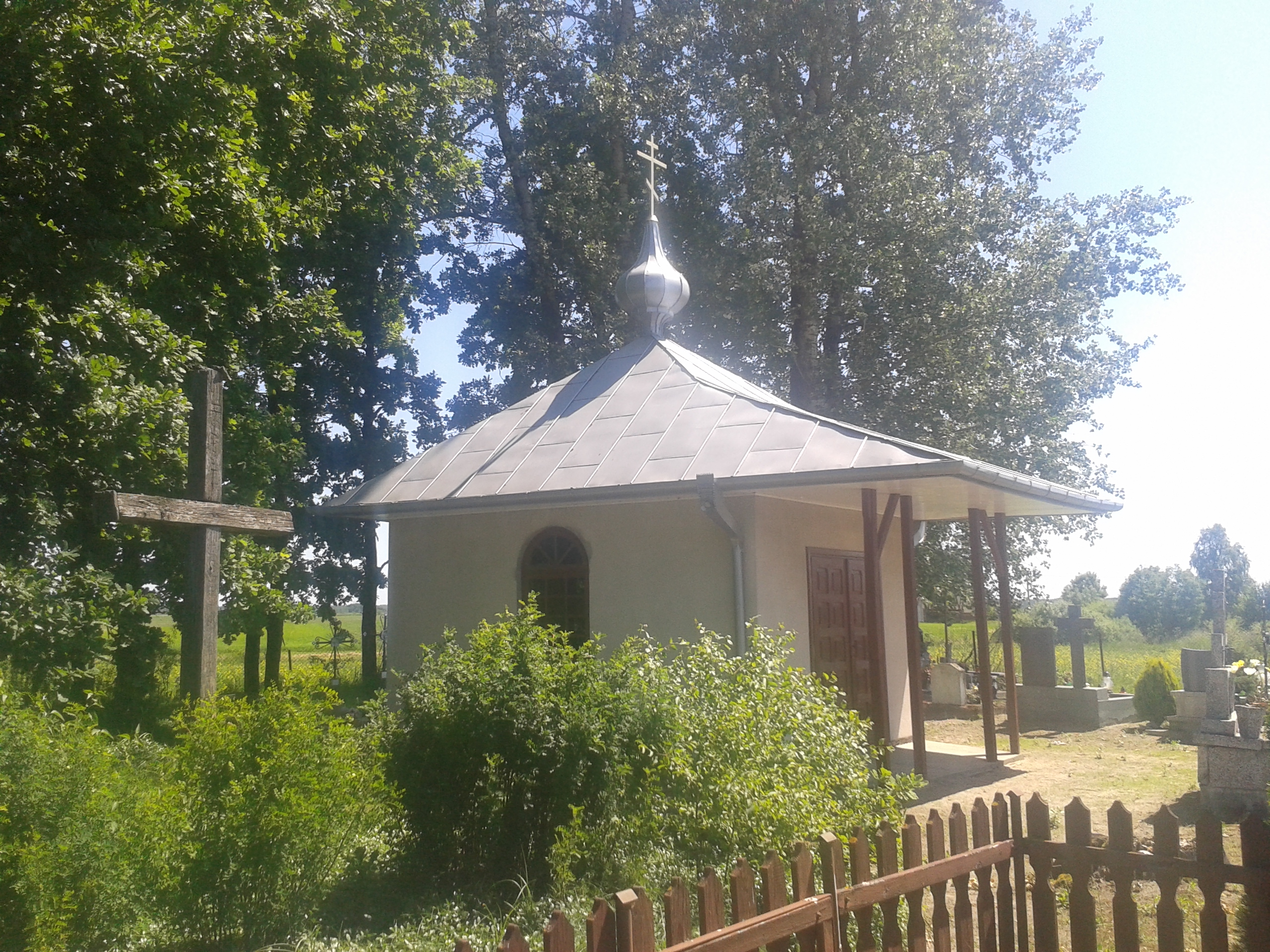
Cerkiew cmentarna św. Mikołaja w Bokince Pańskiej
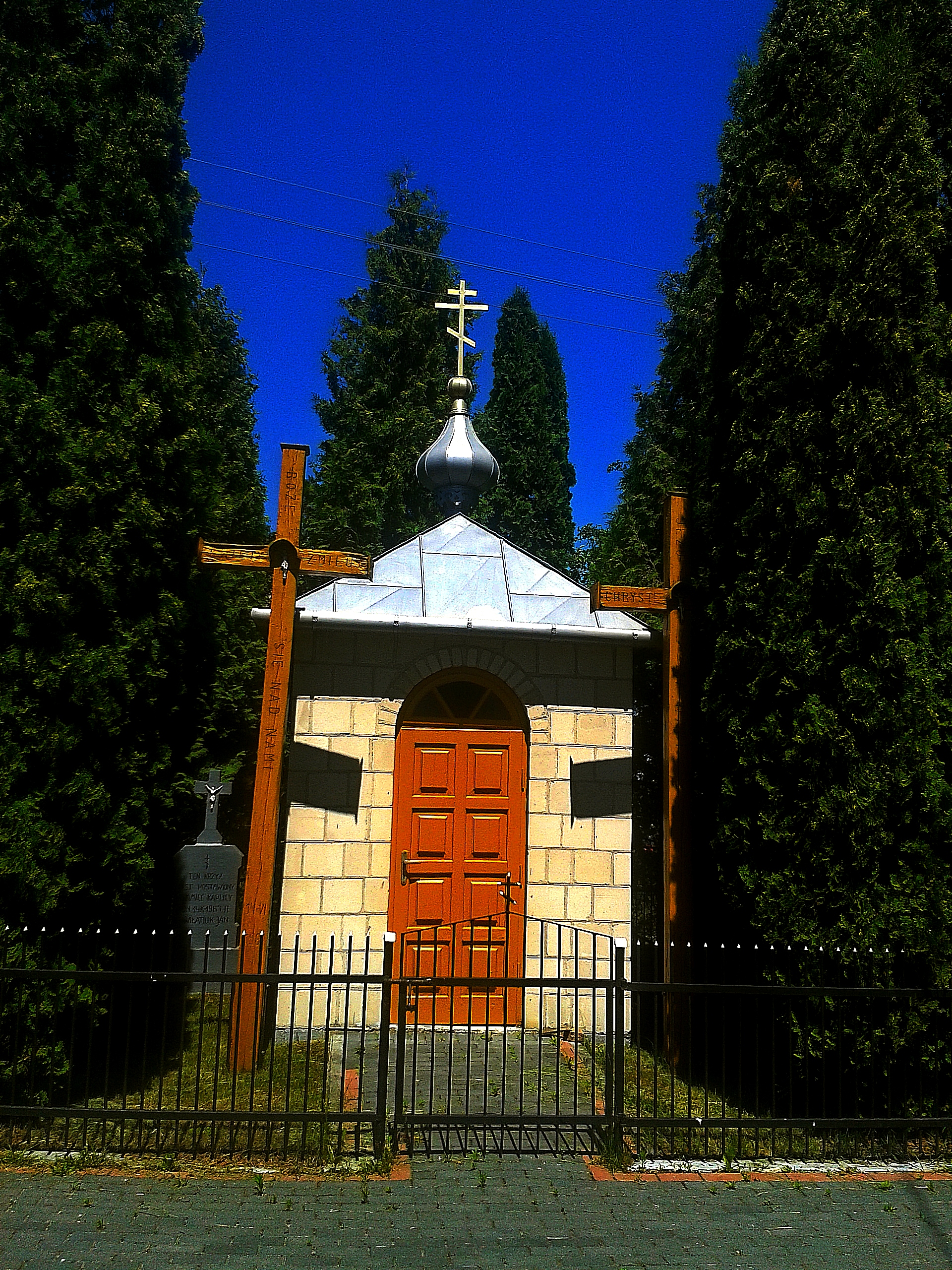
Kapliczka Opieki Matki Bożej w Matiaszówce